# Джеффрі Раш
Джеффрі Раш (повне ім'я Джеффрі Рой Раш англ. Geoffrey Roy Rush; нар. 6 липня 1951) — видатний австралійський кіно- і театральний актор. Лауреат премій «Оскар» (1996), BAFTA (1996, 1999), «Золотий глобус» (1997, 2005). Найвідоміші фільми за його участю — «Блиск» (1996), «Закоханий Шекспір» (1998), «Єлизавета» (1998), «Перо маркіза де Сада» (2000), «Фріда»(2002), кіносерія «Пірати Карибського моря» (2003, 2006, 2007), «Король говорить» (2010) і «Зелений ліхтар» (2011).

## Біографія
Джеффрі Раш народився в місті Тувумба, Австралія. Його батько, Рой Баден Раш, працював бухгалтером у Королівських військово-повітряних силах Австралії. Мати Джеффрі Раша, Мерл, працювала продавцем у магазині. Батько Джеффрі мав англійське, ірландське та шотландське коріння, а мати — німецьке. Батьки Джеффрі розлучилися, коли йому було п′ять років. Після розлучення батьків Раш жив з матір′ю та її батьками у Брисбені. Він навчався у Everton Park State High School та закінчив Університет Квінсленда. Навчаючись в університеті Раш був зарахований у 1971 році до Театральної компанії Квінсленда, де зіграв 17 ролей. Джеффрі Раш також вивчав театральне мистецтво в Парижі (L'École Internationale de Théâtre Jacques Lecoq) протягом двох років.

## Вибіркова фільмографія

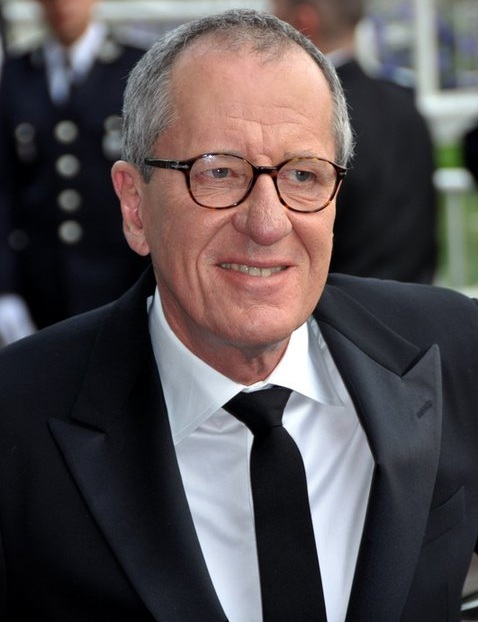
Джеффрі Раш на Каннському кінофестивалі, 2011

| Рік  |    | Українська назва                                     | Оригінальна назва                                      | Роль                    |
| ---- | -- | ---------------------------------------------------- | ------------------------------------------------------ | ----------------------- |
| 1981 | ф  | Обдурюючи                                            |                                                        | детектив 1              |
| 1982 | ф  | Зіркова хвороба                                      |                                                        |                         |
| 1987 | ф  | Дванадцята ніч                                       |                                                        | Sir Andrew Aguecheek    |
| 1985 | ф  | Як стати аборигеном?                                 |                                                        | Дейв Рад                |
| 1985 | ф  | Називай мене Сел                                     |                                                        | Вел                     |
| 1996 | ф  | Блиск                                                | Shine                                                  | дорослий Девід Гельфґот |
| 1996 | ф  | Діти революції                                       | Children of the Revolution                             | Захарі Велш             |
| 1997 | ф  | Оскар та Люсінда                                     | Oscar and Lucinda                                      | оповідач                |
| 1998 | ф  | Закоханий Шекспір                                    | Shakespeare in Love                                    | Філіп Генслоу           |
| 1998 | ф  | Єлизавета                                            | Elizabeth                                              | Сер Френсіс Уолсінгем   |
| 1998 | ф  | Знедолені                                            | Les Misérables                                         | Інспектор Жавер         |
| 1998 | ф  | Мала частина душі                                    | A Little Bit of Soul                                   | Годфрі Ашер             |
| 1999 | ф  | Будинок нічних примар                                | House on Haunted Hill                                  | Стівен Прайс            |
| 1999 | ф  | Таємні люди                                          | Mystery Men                                            | Казанова Франкенштейн   |
| 2000 | ф  | Перо маркіза де Сада                                 | Quills                                                 | Маркіз де Сад           |
| 2001 | ф  | Лантана                                              | Lantana                                                | Джон Нокс               |
| 2001 | ф  | Кравець з Панами                                     | The Tailor of Panama                                   | Гарольд Пендел          |
| 2002 | ф  | Фріда                                                | Frida                                                  | Лев Троцький            |
| 2002 | ф  | The Banger Sisters                                   | The Banger Sisters                                     | Гаррі Пламмер           |
| 2003 | ф  | Пірати Карибського моря: Прокляття «Чорної перлини»  | Pirates of the Caribbean: The Curse of the Black Pearl | капітан Гектор Барбосса |
| 2003 | ф  | Банда Келлі                                          | Ned Kelly                                              | Френсіс Хейр            |
| 2003 | ф  | Нестерпна жорстокість                                | Intolerable Cruelty                                    |                         |
| 2003 | ф  | Swimming Upstream                                    | Swimming Upstream                                      |                         |
| 2003 | ф  | Харві Крампет                                        | Harvie Krumpet                                         | оповідач                |
| 2004 | тф | Життя та смерть Пітера Селлерса                      | The Life and Death of Peter Sellers                    | Пітер Селлерс           |
| 2005 | ф  | Мюнхен                                               | Munich                                                 | Ефраїм                  |
| 2006 | ф  | Пірати Карибського моря: Скриня мерця                | Pirates of the Caribbean: Dead Man's Chest             | капітан Гектор Барбосса |
| 2006 | ф  | Кенді                                                | Candy                                                  | Каспер                  |
| 2007 | ф  | Пірати Карибського моря: На краю світу               | Pirates of the Caribbean: At World's End               | капітан Гектор Барбосса |
| 2007 | ф  | Елізабет: Золота доба                                | Elizabeth: The Golden Age                              | Сер Френсіс Уолсінгем   |
| 2008 | ф  | $9.99                                                | $9.99                                                  |                         |
| 2009 | ф  | Bran Nue Dae                                         | Bran Nue Dae                                           |                         |
| 2010 | ф  | Промова короля                                       | The King's Speech                                      | Лайонел Лог             |
| 2010 | мф | Легенди нічної варти                                 | Legend of the Guardians: The Owls of Ga'Hoole          |                         |
| 2010 | ф  | Шлях воїна                                           | The Warrior's Way                                      | Рон                     |
| 2011 | ф  | Пірати Карибського моря: На дивних берегах           | Pirates of the Caribbean: On Stranger Tides            | капітан Гектор Барбосса |
| 2011 | ф  | Зелений ліхтар                                       | Green Lantern                                          | голос Томара-Ре         |
| 2011 | ф  | Око шторму                                           | The Eye of the Storm                                   | Бейзіл Хантер           |
| 2013 | ф  | Найкраща пропозиція                                  | La migliore offerta                                    | Верджел Олдмен          |
| 2013 | ф  | Книжковий злодій                                     | The Book Thief                                         | Ганс Губерман           |
| 2015 | мф | Міньони (мультфільм)                                 | Minions                                                | оповідач (голос)        |
| 2015 | ф  | The Daughter                                         | The Daughter                                           | Генрі Нільсен           |
| 2016 | ф  | Боги Єгипту                                          | Gods of Egypt                                          | бог сонця Ра            |
| 2017 | с  | Геній                                                | Genius                                                 | Альберт Ейнштейн        |
| 2017 | ф  | Останній портрет                                     | Final Portrait                                         | Альберто Джакометті     |
| 2017 | ф  | Пірати Карибського моря: Мерці не розповідають казок | Pirates of the Caribbean: Dead Men Tell No Tales       | капітан Гектор Барбосса |
| 2019 | ф  |                                                      | Storm Boy                                              | Майк "Storm Boy" Кінглі |

## Нагороди
Премія Оскар: 1997
Премія BAFTA: 1997, 1999, 2011
Премія Золотий глобус: 1997, 2005
Премія Еммі: 2005
Премія Гільдії кіноакторів США: 1997, 2005
Премія Тоні: 2009